# Hiperémesis gravídica
En medicina se denomina hiperémesis gravídica a náuseas y vómitos presentes en mujeres embarazadas, que evolucionan de manera severa, producen deshidratación, pérdida de peso mayor del 5 %, cetonuria y desequilibrio metabólico y electrolítico. Al igual que las náuseas y vómitos muy comunes en la embarazada, la hiperémesis aparece alrededor de las 5 semanas y se resuelven antes de las 20 y, por lo general, previene que la mujer afectada coma alimentos y líquidos inadecuadamente.
Hiperémesis significa exceso de vómitos y se estima que se presenta en 0.3% a 2% de los embarazos. La fiebre y el dolor abdominal no suelen ser síntomas características de la hiperémesis del embarazo. El trastorno puede llegar a ser severo de manera veloz, por lo que se considera que la hiperémesis gravídica es una emergencia obstétrica y la intervención terapéutica es de la más alta prioridad. Es una enfermedad que puede afectar la salud del embrión o feto en gestación al no ser suplidos los requerimientos nutricionales.

## Etiología
La causa de las náuseas del embarazo permanece aún desconocida, pero las principales teorías especulan que se trata de una reacción adversa a los cambios hormonales del embarazo, en particular suele ser atribuida a los elevados niveles de la hormona gonadotropina coriónica humana (hCG), ya que es más común en los embarazos múltiples y en la enfermedad trofoblástica gestacional. También se ha relacionado con los niveles altos de progesterona y estradiol, que normalmente presentan las embarazadas.
Históricamente, la HG se atribuyó a una condición psicológica de la mujer embarazada. Los profesionales médicos creían que era una reacción a un embarazo no deseado o algún otro problema emocional o psicológico. Esta teoría ha sido refutada y el atribuirle una causa psicológica a la hiperémesis gravídica puede impedir el progreso hacia la mejor comprensión de la etiología real del trastorno.
También hay pruebas de que la leptina puede desempeñar un papel en el HG. Un reciente estudio proporciona "pruebas preliminares" de que puede haber un componente genético.

## Cuadro clínico
Las mujeres con hiperémesis gravídica suelen bajar de peso, normalmente más del 5-10% de su peso corporal habitual y a menudo refieren sentirse cansadas y mareadas. Pueden también referir una disminución en la frecuencia urinaria habitual. Por ese motivo, el peligro es la deshidratación. La deshidratación puede causar síntomas que incluyen dolor de cabeza, palpitaciones y confusión. También existe el riesgo de deficiencias nutricionales.
No se han realizado estudios de seguimiento a largo plazo con niños de madres hipereméticas. Los niños nacidos de mujeres hipereméticas parecen no tener mayor riesgo de complicaciones o defectos del nacimiento que la población general. Sin embargo, investigaciones recientes indican que el estrés prolongado, la deshidratación y la desnutrición durante el embarazo puede poner en riesgo al feto de enfermedades crónicas, como diabetes o enfermedades cardíacas o restricción del crecimiento uterino. Esto pone de relieve la importancia de un tratamiento sin demora de la enfermedad.

## Tratamiento

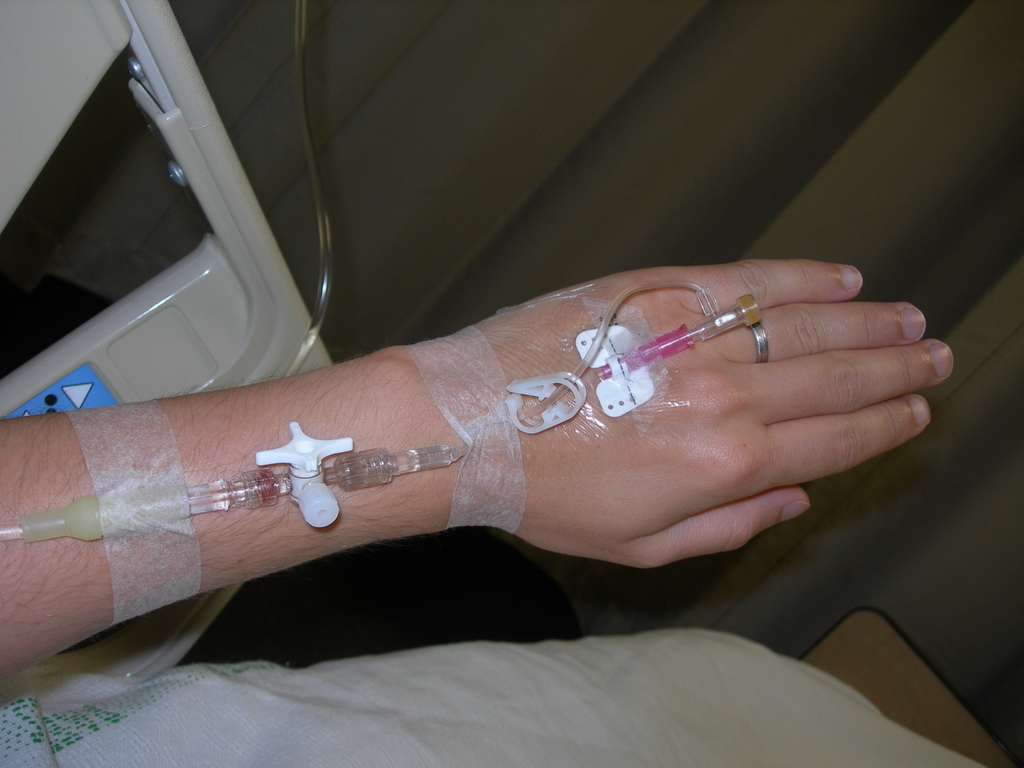
La hidratación intravenosa suele incluir electrolitos y vitamina B1 para reducir el riesgo de la encefalopatía de Wernicke.

El peligro de la enfermedad es la alcalosis/acidosis y la deshidratación, los cuales se corrigen con perfusión intravenosa de agua, glucosa y electrólitos. La paciente suele ser hospitalizada y mantenida en reposo en cama y en dieta absoluta durante 24 horas. En muchos casos se indica el uso de antieméticos y ocasionalmente de sedantes.  A menudo se requiere un aporte de vitaminas. 

### Hidratación intravenosa
La hidratación por vía endovenosa a menudo incluye la administración de suplementos de electrolitos debido a que los vómitos persistentes a menudo conducen a una deficiencia de estos. Por el mismo motivo se indica la administración de suplementos de tiamina o vitamina B1. La vitamina A y las del grupo B se agotan en un plazo de dos semanas, por lo que la desnutrición a largo plazo indica la necesidad de evaluación y administración de suplementos. Además, los niveles de minerales deben ser controlados y complementados de ser necesario, de particular preocupación son el sodio y potasio.
Después de la rehidratación, el tratamiento se centra en la gestión de los síntomas para permitir la ingesta normal de alimentos. Una vez corregidos los vómitos y la deshidratación se puede empezar una dieta blanda con comidas pequeñas a intervalos frecuentes, que se va aumentando según la tolerancia de la paciente. Las comidas pequeñas y frecuentes y el consumo de alimentos secos, como galletas, pueden ayudar a aliviar las náuseas simples.

### Medicamentos
Mientras que la medicación no se considera totalmente libre de riesgo con su uso durante el embarazo, hay algunos que se utilizan comúnmente para el tratamiento de la hiperémesis y se cree que son seguros. Tristemente, mayoría de la comunidad médica no sabe aún como diagnosticar HG, e ignoran a embarazadas diciéndoles que sus vomitos son normales en el embarazo.
El tratamiento estándar en la mayoría del mundo es la benedictina, una combinación de succinato de doxilamina y vitamina B6. Sin embargo, debido a una serie de defectos del nacimiento es un medicamento que no está actualmente en el mercado de los Estados Unidos. 
Los antieméticos, especialmente ondansetrón (Zofran), son útiles en muchas mujeres. El principal inconveniente del ondansetrón ha sido su alto costo. La metoclopramida a veces se emplea en conjunción con medicamentos antieméticos, pero tiene una mayor incidencia de efectos secundarios. Otros medicamentos menos utilizados para el tratamiento de la hiperémesis gravídica incluyen marinol, antihistamínicos y corticosteroides. Hay mujeres que no responden a ningún tratamiento.